# Clavières
Clavières é uma comuna francesa na região administrativa de Auvérnia-Ródano-Alpes, no departamento de Cantal. Estende-se por uma área de 44 km². Em 2010 a comuna tinha 213 habitantes (densidade: 4,8 hab./km²).